# Flo Robinson
Pour les articles homonymes, voir Robinson.
Pas d'image ? Cliquez ici

a Compétitions nationales et continentales officielles uniquement.

b Matchs officiels uniquement.
Dernière mise à jour le 23 mars 2025.
Flo Robinson, née le 4 octobre 2001 à Brighton and Hove (Angleterre), est une joueuse internationale anglaise de rugby à XV évoluant au poste de demi de mêlée.
Sa sœur ainée, Emily Robinson, est également une joueuse de rugby à XV.

## Biographie
Flo Robinson naît le 4 octobre 2001 à Brighton and Hove en Angleterre,.
À partir de la saison 2024-2025, elle retourne au club des Exeter Chiefs, en compagnie de sa sœur ainée Emily.
Elle compte une sélection en équipe d'Angleterre quand elle est retenue pour participer au Tournoi des Six Nations sous les couleurs de son pays.